# Verzorgingsplaats Montepulciano
De Verzorgingsplaats Montepulciano is een verzorgingsplaats in Italië langs de A1 bij de gelijknamige plaats in Toscane.
De aanleg van de A1 tussen Milaan en Rome begon op 19 mei 1958 en werd op 4 oktober 1964 voltooid. De weg werd in deze periode in delen geopend, het wegvak bij Montepulciano (Valdarno – Chiusi) op 28 augustus 1964. De verzorgingsplaatsen langs de A1 zouden worden aangelegd met een onderlinge afstand van 25 km. De concessie voor Montepulciano kwam in handen van Pavesi dat koos voor een brugrestaurant.

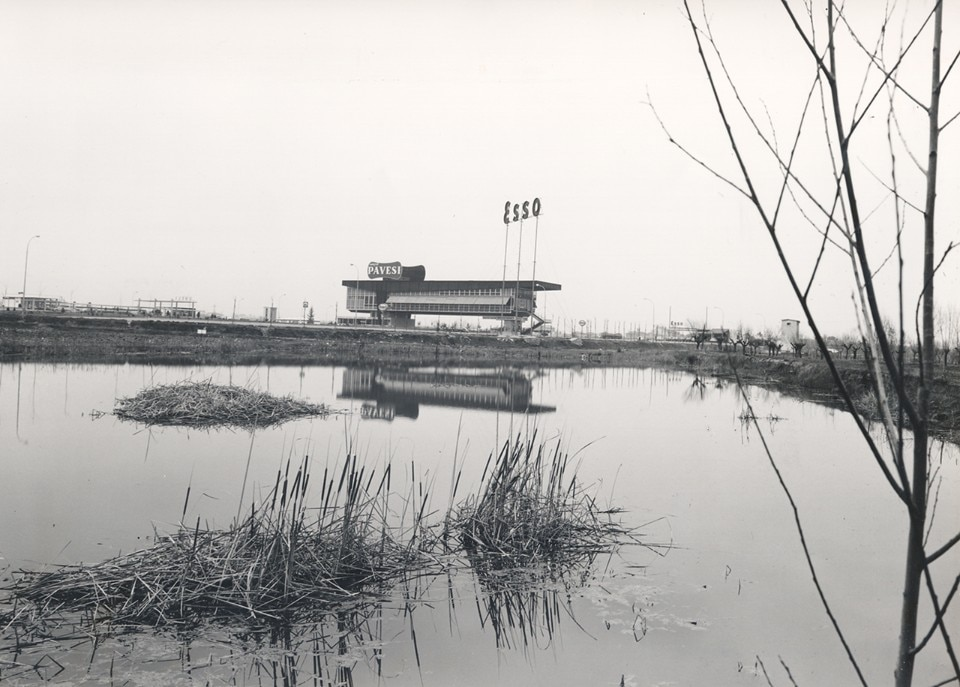
Het brugrestaurant in 1968 met Pavesi logo, gezien uit het zuidoosten

## Brugrestaurant
De bouwvergunning voor het brugrestaurant werd verleend op 23 januari 1965 en de bouw ging in 1966 van start. Hiertoe werd ter hoogte van de bouwplaats een houten tunnel om de snelweg gebouwd zodat deze tijdens de bouw in gebruik kon blijven, de opening vond plaats in 1967.
De huisarchitect van Pavesi, Angelo Bianchetti, kwam met een ontwerp voor een dubbeldeksbrug.
Hierbij greep hij terug op de staalskeletbouw van het, eveneens door hem gebouwde, eerste Europese brugrestaurant in Arda. In Montepulciano was het staalskelet opgehangen aan een uitkragende ligger van cortenstaal op 16,15 meter boven de weg. De ligger zelf was gemonteerd aan twee pilaren aan de westkant van het gebouw, waarmee werd aangehaakt bij de principes van een cantileverbrug. Door het toegepaste materiaal hadden de liggers en de pilaren een roestbruine kleur. Het logo van Pavesi werd boven de pilaren aangebracht en de zonneschermen waren oranje. De toegang tot de brug ging primair via liften in liftkokers van gewapend beton. Het toegangsgebouw lag aan de westkant, terwijl aan de oostkant, naast de liften, nog een vaste trap in de open lucht was. In tegenstelling tot de andere brugrestaurants in Italië was de Tourist Market, een supermarkt, hier niet in toegangsgebouwen ondergebracht maar op de onderste van de twee verdiepingen. De onderste verdieping hing op 7,32 meter boven het wegdek en herbergde naast de supermarkt ook de sanitaire voorzieningen en een snackbar. Op de bovenste verdieping, op 11,7 meter boven het wegdek, bevonden zich de keuken, de spoelruimte en aan de oostkant het restaurant. 
In 1974 kwamen de Italiaanse wegrestaurants, waaronder Pavesi, in de nasleep van de oliecrisis in financiële moeilijkheden. Sluiting van de horeca langs de snelwegen was geen optie en de wegrestaurants werden gekocht door de overheid die de ketens onderbracht in het IRI. Het IRI voegde vervolgens in 1977 de drie ketens samen in het nieuwe bedrijf Autogrill. Autogrill verving het logo en schilderde de liggers, de pilaren en de zonneschermen grijs. De gevelplaten werden wit geschilderd en de vloer tussen de verdiepingen kreeg op de gevels een rode bies.

## Maaiveld
In oktober 2018 werd het brugrestaurant gesloten in verband met haarscheuren in de constructie. Op de parkeerplaatsen aan weerszijden werden vervangende voorzieningen op straatniveau opgetrokken. Het brugrestaurant werd in het weekeinde van 15 - 18 oktober 2021 gesloopt.